# Auguste Castille
Auguste Jean Baptiste Castille (* 12. Mai 1883 in Elbeuf; † 17. September 1971 in Sotteville-lès-Rouen) war ein französischer Turner.

## Leben
Auguste Castille turnte für den Verein Société de Gymnastique La Ruche aus Elbeuf. Bei den Olympischen Sommerspielen 1900 in Paris belegte er in dem als „Championnat International de Gymnastique“ bezeichneten Einzelmehrkampf den 35. Platz. Bei den Olympischen Sommerspielen 1908 in London belegte er in Einzelmehrkampf den 28. Platz.
Sein Bruder Fernand Castille nahm ebenfalls als Turner an den Olympischen Sommerspielen 1908 in London teil.